# Mitromorpha spreta
Mitromorpha spreta é uma espécie de gastrópode do gênero Mitromorpha, pertencente a família Mitromorphidae.